# Cézar Ferreira
Cézar Jesus Ferreira, mais conhecido como Cézar Mutante (Ibitinga, 15 de fevereiro de 1985) é um lutador brasileiro de MMA, que compete na Categoria dos Pesos Meio Médios. Lutador profissional desde 2007, Mutante lutou no Brasil e no Estados Unidos. Ele está atualmente de contrato assinado com o UFC, e é o campeão do The Ultimate Fighter: Brasil em sua categoria.

## Carreira no MMA
Mutante Nascido em Ibitinga-SP cresceu lutando e praticando Jiu-Jitsu em toda a sua infância e adolescência. Ele assistia fitas velhas de Royce Gracie lutando, fazendo com que o seu interesse em Jiu-Jitsu e MMA crescessem. No entanto, depois de ter uma vida familiar dificil e ter que deixar a casa aos dezessete anos, Mutante encontrou Vitor Belfort que o levou como seu próprio filho, ajudando a criá-lo cuidando dele. Belfort começou os treinamentos de MMA com Mutante em seu próprio ginásio.
No dia 29 de abril de 2007, Mutante fez sua estreia profissional no torneio Xtreme Fighting Championships - Brasil. Ele lutou contra André Severo, vencendo por Nocaute Técnico aos 1:29 do primeiro round. Na próxima rodada do torneio, Mutante sofreu sua primeira derrota, perdendo para Antonio Braga Neto por decisão. Mutante tirou licença depois que sua esposa ficou grávida.
Três anos após sua estreia, Mutante voltou a competir, lutando no Bitetti Combat 6 contra Felipe Arinelli. Mutante venceu a luta após deixar Arinelli inconsciente com um estrangulamento no segundo round. Apenas alguns meses mais tarde, Mutante, mais uma vez, lutou no Bitetti Combat, lutando em seu sétimo evento. Ele derrotou Cassiano Ricardo Castanho de Freitas por Nocaute Técnico (interrupção médica) no segundo round.
Mutante, em seguida, viajou para Las Vegas, Nevada, Estados Unidos para treinar com Vitor Belfort na Xtreme Couture.
Ele foi lutar no Ring of Fire 40 em Broomfield, Colorado, em 16 de abril de 2011. Mutante derrotou Chaun Sims por Nocaute em apenas 17 segundos no primeiro round. Mutante teve sua segunda derrota profissional no Superior Cage Combat 2 em Las Vegas, Nevada, em 20 de agosto de 2011, perdendo para Elvis Mutapcic por Nocaute.

### The Ultimate Fighter
Mutante foi um dos 32 escolhidos para as eliminatórias do programa The Ultimate Fighter: Brasil. Na sua luta eliminatória venceu Gustavo "Labareda" Sampaio por finalização (guilhotina) no segundo round e garantiu sua vaga na casa do TUF. Mutante foi o primeiro escolhido (segundo no geral) por Vitor Belfort para participar do Time Vitor. Na segunda luta dos Pesos Médio da edição, Mutante foi selecionado para lutar contra Leonardo Macarrão. Mutante venceu a luta por finalização (guilhotina) no segundo round. Mutante também venceu nas semi-finais Thiago "Bodão" por nocaute.

### Ultimate Fighting Championship
Mutante faria a final do The Ultimate Fighter: Brasil Peso Médio contra Daniel Sarafian, que se machucou. Serginho Moraes substituiu Sarafian na final no UFC 147 em 23 de junho onde Mutante ganhou a luta por decisão unânime, ganhando assim o TUF: Brasil Peso Médio e um contrato com o UFC.
Mutante era esperado para enfrentar CB Dollaway em 18 de maio de 2013 no UFC on FX: Belfort vs. Rockhold, porém, tanto Dollaway quanto ele se lesionaram antes de ocorrer o evento. Dollaway se machucou primeiro e deu a vaga para Chris Camozzi, depois foi a vez de Cezar dar a vaga para outro lutador, o brasileiro Rafael Natal.
Mutante era esperado para enfrentar Clint Hester em 3 de agosto de 2013 no UFC 163, porém Hester foi obrigado a se retirar da luta e foi substituído por Thiago de Lima Santos. Mutante venceu por finalização com menos de um minuto do primeiro round.
Mutante enfrentou Daniel Sarafian em 9 de novembro de 2013 no UFC Fight Night: Belfort vs. Henderson II. Mutante venceu por decisão dividida sendo 28/29, 30/27 e 30/28
Mutante enfrentou CB Dollaway em 22 de março de 2014 no UFC Fight Night: Shogun vs. Henderson II. Ele sofreu sua primeira derrota no UFC ao ser nocauteado no primeiro round.
Mutante enfrentou Andrew Craig em 28 de junho de 2014 no UFC Fight Night: Swanson vs. Stephens e venceu a luta por decisão unânime.
Cézar enfrentou Sam Alvey em 22 de fevereiro de 2015 no UFC Fight Night: Pezão vs. Mir e foi nocauteado ainda no primeiro round.
Ferreira estreou nos meio médios contra Jorge Masvidal em 12 de Julho de 2015 no The Ultimate Fighter: American Top Team vs. Blackzilians Finale. Ele foi derrotado por nocaute ainda no primeiro round.
Mutante enfrentaria o compatriota Caio Magalhães no UFC on Fox: Teixeira vs. Evans em 16 de Abril de 2016. No entanto, uma lesão no tornozelo fez com que Caio fosse retirado do card e substituído pelo nigeriano Oluwale Bamgbose, mutante venceu a luta por pontos.
Mutante enfrentou o americano Anthony Smith em 08 de Julho de 2016 no The Ultimate Fighter: Team Joanna vs. Team Cláudia Finale, ele venceu a luta por decisão unânime.
Ferreira deverá enfrentar Jack Hermansson em 19 de Novembro de 2016 ao UFC Fight Night 100 .

## Cartel no MMA
| Cartel no MMA   |             |            |
| 21 lutas        | 13 vitórias | 8 derrotas |
| Por nocaute     | 3           | 4          |
| Por finalização | 4           | 0          |
| Por decisão     | 6           | 4          |

| Res.    | Cartel | Oponente              | Método                                  | Evento                                    | Data       | Round | Tempo | Local                  | Notas                          |
| ------- | ------ | --------------------- | --------------------------------------- | ----------------------------------------- | ---------- | ----- | ----- | ---------------------- | ------------------------------ |
| Derrota | 13-8   | Marvin Vettori        | Decisão (unânime)                       | UFC Fight Night: de Randamie vs. Ladd     | 13/07/2019 | 3     | 5:00  | Sacramento, Califórnia |                                |
| Derrota | 13-7   | Ian Heinisch          | Decisão (unânime)                       | UFC Fight Night: Magny vs. Ponzinibbio    | 17/11/2018 | 3     | 5:00  | Buenos Aires           |                                |
| Vitória | 13-6   | Karl Roberson         | Finalização Técnica (katagatame)        | UFC 224: Nunes vs. Pennington             | 12/05/2018 | 1     | 4:45  | Rio de Janeiro         |                                |
| Vitória | 12-6   | Nate Marquardt        | Decisão (dividida)                      | UFC Fight Night: Poirier vs. Pettis       | 11/11/2017 | 3     | 5:00  | Norfolk, Virgínia      |                                |
| Derrota | 11-6   | Elias Theodorou       | Decisão (unânime)                       | UFC Fight Night: Lewis vs. Browne         | 19/02/2017 | 3     | 5:00  | Halifax, Nova Scotia   |                                |
| Vitória | 11-5   | Jack Hermansson       | Finalização (katagatame)                | UFC Fight Night: Nogueira vs. Bader II    | 19/11/2016 | 2     | 2:11  | São Paulo              | Peformace da Noite             |
| Vitória | 10-5   | Anthony Smith         | Decisão (unânime)                       | The Ultimate Fighter 23 Finale            | 08/07/2016 | 3     | 5:00  | Las Vegas, Nevada      |                                |
| Vitória | 9-5    | Oluwale Bamgbose      | Decisão (unânime)                       | UFC on Fox: Teixeira vs. Evans            | 16/04/2016 | 3     | 5:00  | Tampa, Florida         | Retornou aos Médios.           |
| Derrota | 8-5    | Jorge Masvidal        | Nocaute (cotovelada e socos)            | The Ultimate Fighter 21 Finale            | 12/07/2015 | 1     | 4:22  | Las Vegas, Nevada      | Estréia nos Meio Médios.       |
| Derrota | 8-4    | Sam Alvey             | Nocaute (socos)                         | UFC Fight Night: Pezão vs. Mir            | 22/02/2015 | 1     | 3:34  | Porto Alegre           |                                |
| Vitória | 8-3    | Andrew Craig          | Decisão (unânime)                       | UFC Fight Night: Swanson vs. Stephens     | 28/06/2014 | 3     | 5:00  | San Antonio, Texas     |                                |
| Derrota | 7-3    | CB Dollaway           | Nocaute Técnico (socos)                 | UFC Fight Night: Shogun vs. Henderson II  | 23/03/2014 | 1     | 0:39  | Natal                  |                                |
| Vitória | 7-2    | Daniel Sarafian       | Decisão (dividida)                      | UFC Fight Night: Belfort vs. Henderson II | 09/11/2013 | 3     | 5:00  | Goiânia                |                                |
| Vitória | 6-2    | Thiago de Lima Santos | Finalização (guilhotina)                | UFC 163: Aldo vs. Jung                    | 03/08/2013 | 1     | 0:47  | Rio de Janeiro         |                                |
| Vitória | 5-2    | Serginho Moraes       | Decisão (unânime)                       | UFC 147: Silva vs. Franklin II            | 23/06/2012 | 3     | 5:00  | Belo Horizonte         | Venceu o TUF Brasil nos Médios |
| Derrota | 4-2    | Elvis Mutapcic        | Nocaute (soco)                          | Superior Cage Combat 2                    | 20/08/2011 | 1     | 0:25  | Las Vegas, Nevada      |                                |
| Vitória | 4-1    | Chaun Sims            | Nocaute (soco)                          | ROF 40 - Backlash                         | 16/04/2011 | 1     | 0:17  | Broomfield, Colorado   |                                |
| Vitória | 3-1    | Cassiano Tytschyo     | Nocaute Técnico (interrupção do córner) | Bitetti Combat 7                          | 28/05/2010 | 2     | 3:37  | Rio de Janeiro         |                                |
| Vitória | 2-1    | Felipe Arinelli       | Finalização Técnica (estrangulamento)   | Bitetti Combat 6                          | 25/02/2010 | 2     | 0:55  | Brasília               |                                |
| Derrota | 1-1    | Antônio Braga Neto    | Decisão (unãnime)                       | XFC - Brazil                              | 29/04/2007 | 1     | 10:00 | Rio de Janeiro         |                                |
| Vitória | 1-0    | André Severo          | Nocaute Técnico (socos)                 | XFC - Brazil                              | 29/04/2007 | 1     | 1:29  | Rio de Janeiro         | Estreia no MMA.                |